# Campeonato Paraguaio de Futebol de 1988
O Campeonato Paraguaio de Futebol de 1988 foi o septuagésimo oitavo torneio desta competição. Participaram doze equipes. Não houve rebaixamento. O campeão do torneio representaria o Paraguai na Copa Libertadores da América de 1989. O Vice Campeão deveria jogar uma partida contra o campeão do Campeonato de Clubes da UFI para se classificar no torneio internacional.
| Equipe                    | Cidade              | Departamento     | No ano anterior                                                           | Estádio | Capacidade | Títulos                                                 | Participações |
| ------------------------- | ------------------- | ---------------- | ------------------------------------------------------------------------- | ------- | ---------- | ------------------------------------------------------- | ------------- |
| Club Cerro Porteño        | Assunção            | Distrito Capital | Campeão                                                                   | --      | --         | 20 (último em 1987)                                     | 72            |
| Club Guaraní              | Assunção            | Distrito Capital | Oitavo Lugar                                                              | --      | --         | 9 (1906,1907, 1921, 1923, 1949, 1964, 1967, 1969, 1984) | 77            |
| Club Olimpia              | Assunção            | Distrito Capital | Sexto Lugar                                                               | --      | --         | 31 (último em 1984)                                     | 78            |
| Club Libertad             | Assunção            | Distrito Capital | Quinto Lugar                                                              | --      | --         | 7 (1910, 1920, 1930,1943, 1945, 1955, 1976 )            | 74            |
| Club Sportivo Luqueño     | Luque               | Central          | Décimo Lugar                                                              | --      | --         | 2 (1951,1953)                                           | 54            |
| Sol de América            | Assunção            | Distrito Capital | Vice Campeão                                                              | --      | --         | 1 (1986)                                                | 72            |
| Club Nacional             | Assunção            | Distrito Capital | Nono Lugar                                                                | --      | --         | 6 (1909, 1911, 1924, 1926, 1942, 1946)                  | 77            |
| Club Atlético Colegiales  | Assunção            | Distrito Capital | Terceiro Lugar                                                            | --      | --         | 0 (não possui)                                          | 6             |
| Club Sport Colombia       | Fernando de la Mora | Central          | Sétimo Lugar                                                              | --      | --         | 0 (não possui)                                          | 4             |
| General Caballero         | Assunção            | Distrito Capital | Quarto Lugar                                                              | --      | --         | 0 (não possui)                                          | 12            |
| Club Sportivo San Lorenzo | San Lorenzo         | Central          | Campeão do Campeonato Paraguaio de Futebol de 1987 - Segunda Divisão      | --      | --         | 0 (não possui)                                          | 17            |
| Club River Plate          | Assunção            | Distrito Capital | Vice Campeão do Campeonato Paraguaio de Futebol de 1987 - Segunda Divisão | --      | --         | 0 (não possui)                                          | 70            |

## Premiação
| Campeonato Paraguaio 1988 Primeira Divisão |
| Assunção                                   |
| ------------------------------------------ |
| Club Olímpia Campeão (32º título)          |

## Classificação para a segunda vaga a Copa Libertadores
| Equipe                           | Cidade      | Departamento     | No ano anterior                        | Estádio | Capacidade | Títulos        | Participações |
| -------------------------------- | ----------- | ---------------- | -------------------------------------- | ------- | ---------- | -------------- | ------------- |
| Silvio Pettirossi de Encarnación | Encarnación | Itapúa           | Campeão do Campeonato de Clubes da UFI | --      | --         | 0 (não possui) | 1             |
| Sol de América                   | Assunção    | Distrito Capital | Vice Campeão do Campeonato Paraguaio   | --      | --         | 0 (não possui) | 1             |

| Acesso a Segunda Vaga Copa Libertadores da América de 1989 |
| Assunção                                                   |
| ---------------------------------------------------------- |
| Club Sol de América Campeão (1º título)                    |